# Gran Premi de Bèlgica del 1964
Resultats del Gran Premi de Bèlgica de Fórmula 1 disputat la temporada 1964 al circuit de Spa Francorchamps el 14 de juny del 1964.

## Resultats
| Pos | No | Pilot              | Equip             | Voltes | Temps / Retirada      | Pos. de sortida | Punts |
| --- | -- | ------------------ | ----------------- | ------ | --------------------- | --------------- | ----- |
| 1   | 23 | Jim Clark          | Lotus - Climax    | 32     | 2h 06' 40. 5          | 6               | 9     |
| 2   | 20 | Bruce McLaren      | Cooper - Climax   | 32     | + 3.4 s               | 7               | 6     |
| 3   | 14 | Jack Brabham       | Brabham - Climax  | 32     | + 48.1 s              | 3               | 4     |
| 4   | 2  | Richie Ginther     | BRM               | 32     | + 1' 58.6 min.        | 8               | 3     |
| 5   | 1  | Graham Hill        | BRM               | 31     | Bomba del combustible | 2               | 2     |
| 6   | 15 | Dan Gurney         | Brabham - Climax  | 31     | Sense combustible     | 1               | 1     |
| 7   | 4  | Trevor Taylor      | BRP - BRM         | 31     | + 1 Volta             | 12              |       |
| 8   | 6  | Giancarlo Baghetti | BRM               | 31     | + 1 Volta             | 17              |       |
| 9   | 24 | Peter Arundell     | Lotus - Climax    | 28     | Sobreescalfament      | 4               |       |
| 10  | 3  | Innes Ireland      | BRP - BRM         | 28     | + 4 Voltes            | 16              |       |
| DSQ | 29 | Peter Revson       | Lotus - Climax    | 28     | Desqualificat         | 10              |       |
| Ret | 17 | Jo Siffert         | Brabham - Climax  | 14     | Motor                 | 13              |       |
| Ret | 21 | Phil Hill          | Cooper - Climax   | 13     | Motor                 | 15              |       |
| Ret | 11 | Lorenzo Bandini    | Ferrari           | 12     | Motor                 | 9               |       |
| Ret | 28 | Andre Pilette      | Scirocco - Climax | 11     | Motor                 | 20              |       |
| Ret | 16 | Jo Bonnier         | Brabham - Climax  | 8      | Desconegut            | 14              |       |
| Ret | 10 | John Surtees       | Ferrari           | 4      | Motor                 | 11              |       |
| Ret | 27 | Chris Amon         | Lotus - BRM       | 3      | Motor                 | 5               |       |

## Altres
- Pole: Dan Gurney 3' 50. 9

- Volta ràpida: Dan Gurney 3' 49. 2 (a la volta 27)